# Puerto Rico Football Club
Il Puerto Rico Football Club era una società calcistica portoricana con sede nella città di Bayamón. Ha militato per due stagioni nella North American Soccer League, la seconda divisione del campionato statunitense. La squadra giocava le partite casalinghe all'Estadio Juan Ramón Loubriel.

## Storia
L'11 giugno 2015, il cestista Carmelo Anthony ha presentato una nuova franchigia portoricana che avrebbe partecipato alla North American Soccer League, il Puerto Rico Football Club. Il 24 agosto successivo, Adrian Whitbread è stato nominato allenatore della squadra, mentre Neil Sillett è stato scelto come direttore tecnico. Il 10 novembre, Anthony ha nominato Tom Payne primo presidente della storia della franchigia. Il 15 gennaio 2016 è stato reso noto il calendario della NASL e l'Indy Eleven sarebbe così diventato il primo avversario in partite ufficiali della storia del Puerto Rico FC. Il 16 febbraio sono stati aggiunti al roster i primi due calciatori: Joseph Marrero e Pedro Ferreira-Mendes. Il 7 marzo è stato annunciato lo staff tecnico dell'allenatore Adrian Whitbread, con Jack Stefanowski e Marco Vélez che avrebbero ricoperto il ruolo di assistenti.

## Palmarès

### Competizioni nazionali
- Liga Nacional de Fútbol Primera División: 1

2016

## Organico

### Rosa 2017
| N. |                        | Ruolo | Calciatore       |
| -- | ---------------------- | ----- | ---------------- |
| 1  | Stati Uniti (bandiera) | P     | Austin Pack      |
| 2  | Brasile (bandiera)     | D     | Cristiano Dias   |
| 3  | Stati Uniti (bandiera) | D     | Kyle Culbertson  |
| 4  | Costa Rica (bandiera)  | D     | Rudy Dawson      |
| 5  | Spagna (bandiera)      | D     | Ramón Soria      |
| 6  | Spagna (bandiera)      | C     | Jordi Quintillà  |
| 8  | Irlanda (bandiera)     | A     | Conor Doyle      |
| 9  | Porto Rico (bandiera)  | A     | Héctor Ramos     |
| 10 | Porto Rico (bandiera)  | A     | Jackie Marrero   |
| 11 | Stati Uniti (bandiera) | A     | Giuseppe Gentile |
| 14 | Stati Uniti (bandiera) | C     | Brian Bement     |
| 15 | Stati Uniti (bandiera) | D     | Jake Stovall     |

| N. |                        | Ruolo | Calciatore         |
| -- | ---------------------- | ----- | ------------------ |
| 16 | Porto Rico (bandiera)  | A     | Micheal Ramos      |
| 17 | Honduras (bandiera)    | C     | Jairo Puerto       |
| 18 | Stati Uniti (bandiera) | P     | Trevor Spangenberg |
| 19 | Porto Rico (bandiera)  | C     | Jorge Rivera       |
| 20 | Honduras (bandiera)    | C     | Wálter Ramírez     |
| 21 | Ghana (bandiera)       | C     | Michael Kafari     |
| 22 | Stati Uniti (bandiera) | C     | Seth Moses         |
| 23 | Stati Uniti (bandiera) | A     | Sidney Rivera      |
| 24 | Spagna (bandiera)      | C     | Yuma               |
| 29 | Stati Uniti (bandiera) | C     | Tyler Rudy         |
|    | Stati Uniti (bandiera) | P     | Billy Thompson     |
|    | Guyana (bandiera)      | A     | Emery Welshman     |

### Staff tecnico
- Thomas Payne - Presidente
- Neil Sillett - Direttore Tecnico
- Adrian Whitbread - Allenatore
- Jack Stefanowski - Assistente
- Marco Vélez - Assistente
- Kevin Indart - Terapeuta Atletico